# Engelbert Humperdinck (piosenkarz)
Engelbert Humperdinck, właśc. Arnold George Dorsey (ur. 2 maja 1936 w Ćennaj) – brytyjski piosenkarz urodzony w Indiach, znany przede wszystkim z przebojów: „Release Me”, „The Last Waltz”, „After the Lovin'” i „A Man Without Love”, a także prowadzenia programu telewizyjnego The Engelbert Humperdinck Show.

## Rodzina i edukacja
Rodzina przeniosła się do Anglii gdy miał dziesięć lat. Wychował się w Leicester razem z dziesięciorgiem rodzeństwa. Jego ojciec, Marvin Dorsey, był oficerem w armii brytyjskiej, pochodzenia walijskiego, a matka Olive była hinduską śpiewaczką operową i skrzypaczką, pochodzenia niemieckiego. 

## Kariera
Zainteresował się muzyką w wieku 11 lat, kiedy rozpoczął grę na saksofonie. Na początku lat 50. zaczął śpiewać w nocnych klubach, gdzie prezentował m.in. kompozycje z oper Engelberta Humperdincka, które wpłynęły na niego w taki sposób, że przyjął pseudonim po tym artyście. W połowie lat 50. przeniósł się do Stanów Zjednoczonych. Po przylocie do Ameryki zainteresował sobą menedżerów z wytwórni Decca Records, z którą podpisał kontrakt, a z początkiem lat 60. wydał kilka piosenek, lecz choć stały się one przebojami, to zostały przytłumione przez innych brytyjskich wykonawców tego okresu, w tym m.in. przez zespół The Beatles. Z czasem zachorował na gruźlicę, co wykluczyło go na jakiś czas z działalności artystycznej.

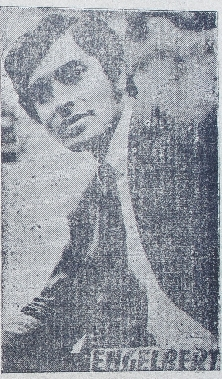
Humperdinck (1969)

W lipcu 1966 reprezentował Anglię (wraz z czterema innymi artystami) podczas corocznego festiwalu piosenki Knokke w Belgii W listopadzie tego samego roku wystąpił na scenie w Mechelen. Pojawił się też na belgijskiej liście przebojów z utworem „Dommage, Dommage”, a teledysk do piosenki został nagrany w porcie w Zeebrugge. W połowie lat 60. nawiązał współpracę z autorem tekstów Bertem Kaempfertem, z którym napisał trzy utwory: „Spanish Eyes”, „Strangers in the Night” i „Wonderland by Night”. Kiedy zdał sobie sprawę z potencjału „Strangers in the Night”, skonsultował się ze swoim menedżerem Gordonem Millsem, czy piosenka mogłaby zostać wydana jako singiel, lecz ten odmówił, po czym utwór został wydany przez Franka Sinatrę i stał się międzynarodowym przebojem.
W 1967 nagrał balladowy singiel „Release Me”, który wydał już pod pseudonimem Engelbert Humperdinck. Piosenka przyniosła mu wielką popularność i stała się przebojem; cieszyła się powodzeniem zarówno w Wielkiej Brytanii, jak i w Stanach Zjednoczonych. Engelbert natychmiast zdobył rzesze fanów, w większości kobiet. Krytycy jednak wydawali nieprzychylne recenzje: uważano, że jest tanim śpiewakiem, dążącym do zdobycia popularności (większość jego piosenek to piosenki miłosne). Zarzucano mu brak własnego stylu, także to, że nie wprowadził do sztuki nic nowego. Wydawał się jednym z wielu mu podobnych wówczas piosenkarzy z Hollywood.
W 1968 z singlem „A Man Without Love” dotarł do drugiego miejsca na brytyjskiej liście przebojów, a z albumem o tym samym tytule zajął trzecie miejsce na liście najlepiej sprzedających się albumów Pod koniec lat 60. lista piosenek Humperdincka zawierała m.in. utwory: „Am I That Easy to Forget”, „A Man Without Love”, „Les Bicyclettes de Belsize”, „The Way It Used To Be”, „I’m A Better Man” i „Winter World of Love”. Nagrał też albumy, które przyniosły mu sławę: Release Me, The Last Waltz, A Man Without Love oraz Engelbert Humperdinck. Prowadził także własny program telewizyjny The Engelbert Humperdinck Show, jednak nie osiągnął on sukcesu i został wycofany po sześciu miesiącach.
Tworzył sprzedające się w milionach egzemplarzy przeboje z romantycznymi piosenkami. Liczba jego występów na żywo sięgała nawet 100 rocznie. Jednak jego piosenki nie były nadawane przez rozgłośnie radiowe, nastawione raczej na rock and rolla i to właśnie koncerty pomagały mu utrzymać kontakt z fanami. Te przedstawienia cechowała niespotykana dotychczas ekstrawagancja, która nałożyła w konsekwencji analogiczne wymagania producentom takich spektakli w różnych klubach na całym świecie. Najbardziej widoczne jest to w przedstawieniach w Las Vegas. W 1992 powiedział: „Nie chcę dawać ludziom tego, co już widzieli. Traktuję bardzo poważnie moją rolę na estradzie. Chcę dać iskrę, której ludzie się nie spodziewają, i wielkiego kopa komuś, kto mówi: «Nie wiedziałem, że to można zrobić!»”.

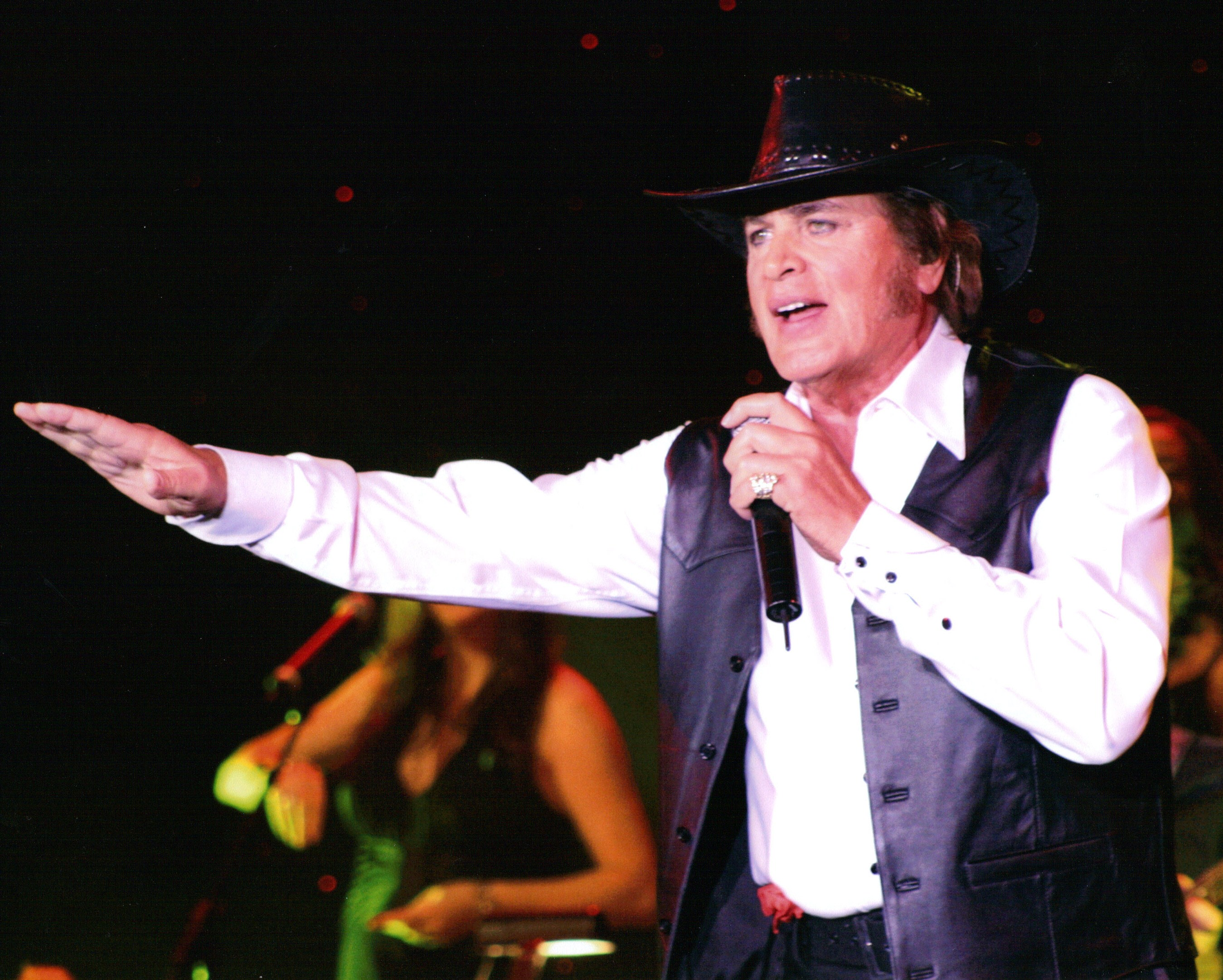
Humperdinck (2008)

Na początku lat 70. miał napięty harmonogram nagrań oraz wylansował przeboje: „We Made It Happen”, „Sweetheart”, „Another Time, Another Place” czy „Too Beautiful To Last”. Za wydany w 1976 album pt. After the Lovin otrzymał nominację do nagród Grammy. W latach 80. regularnie wydawał kolejne płyty i dawał rocznie nawet ponad 200 koncertów. Ciągle był obiektem adoracji rzeszy fanek. W 1986 nagrał piosenkę „Portofino”, która szybko stała się wielkim przebojem. W 1989 otrzymał swoją gwiazdę na Alei Gwiazd w Los Angeles.
Jesienią 2007 odbył trasę koncertową po Europie. W maju 2012, reprezentując Wielkiej Brytanii z utworem „Love Will Set You Free”, zajął przedostatnie, 25. miejsce w finale 57. Konkursu Piosenki Eurowizji w Baku.
Z żoną Patrycją (zm. 2021) ma trzech synów i córkę. Udziela się w różnych fundacjach charytatywnych. 